# Aeroclubul României
Aeroclubul României este o instituție publică a Ministerului Transporturilor. 

## Istoric

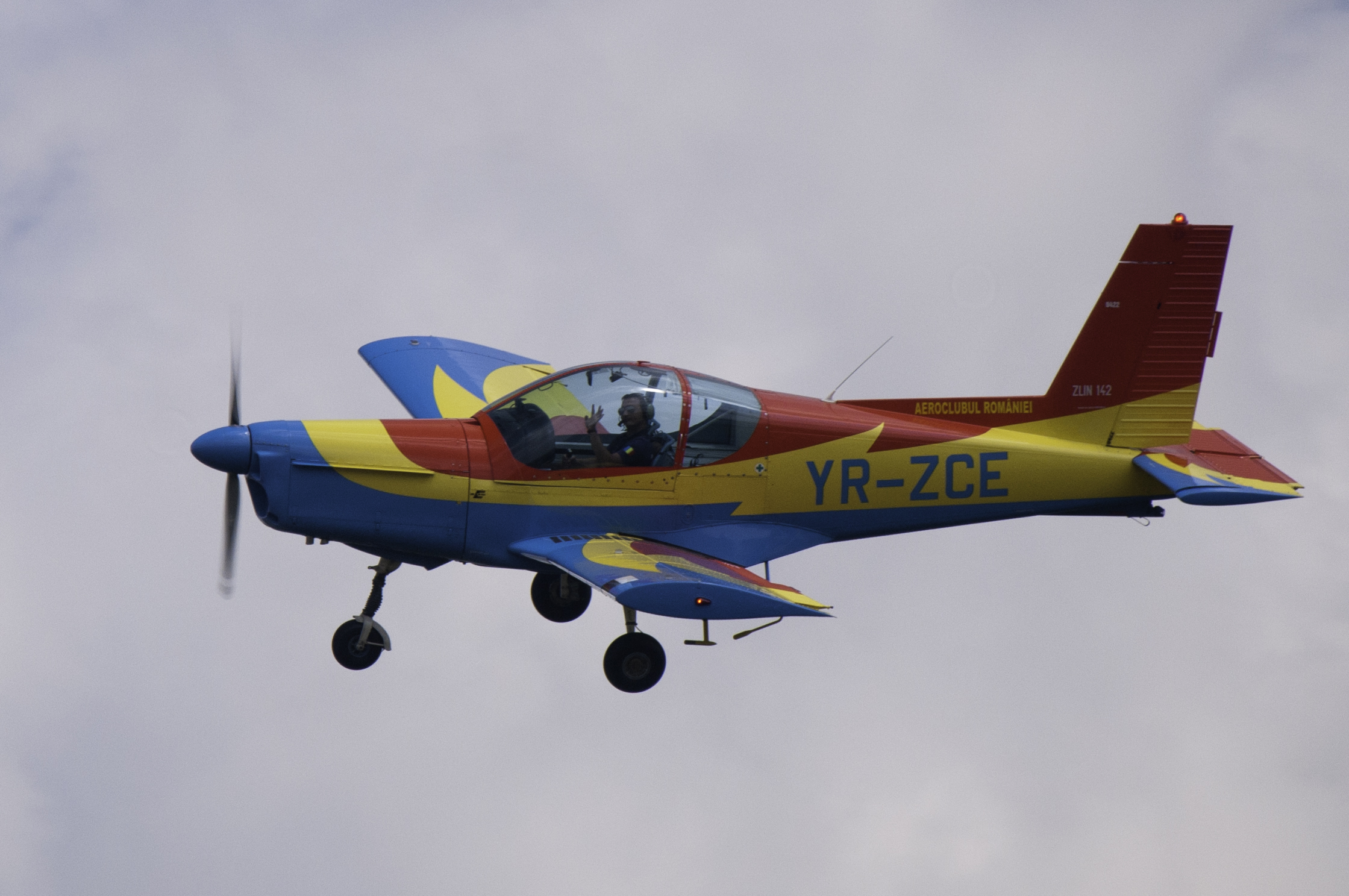
Avion Zlin Z-142 aflat în dotarea Aeroclubului României.

În anul 1920, din inițiativa prințului George Valentin Bibescu este fondat Aeroclubul Regal al României (ARR), care din 13 aprilie 1923 devine persoană juridică. Vicepreședinte executiv este ales G.V. Bibescu, iar secretar general comandorul aviator Andrei Popovici. ARR se afiliază la Federația Aeronautică Internațională (FAI), candidatura acestuia fiind votată în unanimitate la Conferința FAI din 8-12 august 1923 de la Göteborg. În anul 1936 ARR se transformă în Federația Aeronautică Regală a României (FARR), care, în 10 septembrie 1940 devine Federația Aeronautică Română (FAR), care a activat până în 28 ianuarie 1941. În octombrie 1942 atribuțiile acesteia au fost preluate de Tineretul Aeronautic Român până în februarie 1945 când organizațiile aeronautice și aerocluburile sportive au fost desființate.
În 20 octombrie 1947 patrimoniul aviației sportive este preluat de Organizatia Sportului Popular (OSP) iar activitatea sportivă este subordonată Aviației Civile. În anul 1950 activitatea este coordonată de Comisia Centrală a Aviatiei Sportive (CCAS), iar în 1953 de Asociația Voluntară pentru Sprijinirea Apărării Țării, în subordinea Ministerului Apărării Naționale. Aceasta devine în 1954 Asociația Voluntară pentru Sprijinirea Apărării Patriei (AVSAP) în cadrul căreia în anul 1954 se constituie Aeroclubul Central. În anul 1960 AVSAP se desființează, aviația sportivă trecând în subordinea Uniuneii pentru Cultură Fizica și Sport (UCFS), transformată în Consiliul Național pentru Cultură Fizică și Sport (CNFS). Aeroclubul Central al R.P.R. devine Federația Română de Aviație, iar școlile de pilotaj devin aerocluburi. La 1 noiembrie 1972 Aeroclubul Central devine Aeroclubul Central Român, subordonat Departamentului Aviației Civile.

## După 1990
În anul 1991 Aeroclubul Central Român, din subordinea Ministerului Transporturilor se reorganizează sub denumirea Aeroclubul României și este organizat pe filiale teritoriale.
| Denumirea                                         | Sediul      | Aerodromul       |
| ------------------------------------------------- | ----------- | ---------------- |
| Aeroclubul „Traian Vuia” Arad                     | Arad        | Arad             |
| Aeroclubul „Crișana” Oradea                       | Oradea      | Oradea           |
| Aeroclubul „Aurel Vlaicu” București               | București   | Clinceni         |
| Aeroclubul „Alexandru Matei” Iași                 | Iași        | Iași-Sud         |
| Aeroclubul „Mircea Zorileanu” Sânpetru - Brașov   | Brașov      | Sânpetru         |
| Aeroclubul „Mircea Zorileanu” Ghimbav - Brașov    | Brașov      | Ghimbav          |
| Aeroclubul „Traian Dârjan” Cluj-Napoca            | Cluj-Napoca | Dezmir           |
| Aeroclubul „Octavian Ulici”                       | Caransebes  | Caransebes       |
| Aeroclubul „Samus” Satu Mare                      | Satu Mare   | Satu Mare        |
| Aeroclubul „Gheorghe Bănciulescu” Ploiești        | Ploiești    | Strejnic         |
| Aeroclubul „Grigore Baștan” Suceava               | Suceava     | Salcea           |
| Aeroclubul Teritorial „Elie Carafoli” Târgu-Mureș | Târgu Mureș | Mureșeni         |
| Aeroclubul „George Valentin Bibescu” Craiova      | Craiova     | Balta Verde      |
| Aeroclubul „Maramureș” Baia Mare                  | Baia Mare   | Tăuții-Măgherăuș |
| Aeroclubul „Dacia” Deva                           | Deva        | Săulești         |
| Aeroclubul „Transilvania” Sibiu                   | Sibiu       | Turnișor         |
| Aeroclubul „Henri Coandă” Pitești                 | Pitești     | Pitești          |
| Aeroclubul Ianca                                  | Ianca       | Ianca            |

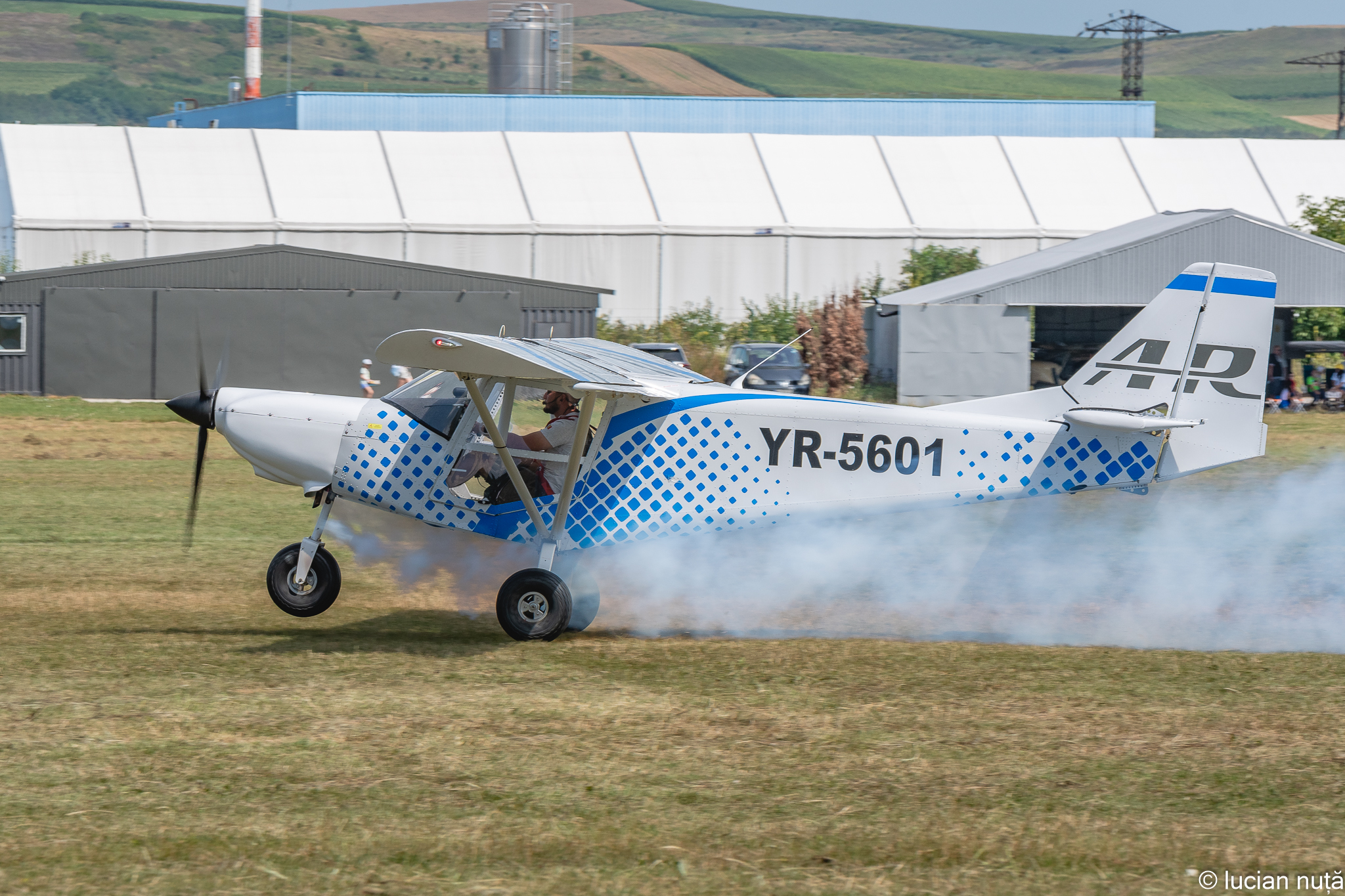
Avion ICP Savannah S din dotarea Aeroclubului României

Aeroclubul României oferă cursuri de zbor cu motor, planorism sau parașutism. Pentru tinerii cu vârste între 16 și 23 de ani sunt oferite cursuri gratuite, care în anul 2023 au început la 11 februarie. Pentru cei care depășesc această vârstă cursurile sunt oferite contra cost. La absolvirea cursului teoretic, la parasutism, este nevoie de trecerea unei probe de aptitudini fizice. Cursurile teoretice durează două luni și jumătate, structurate în două etape, prima desfășurată în mod online, urmată de un examen din primele materii studiate. Promovarea examenului duce la intrarea în partea a doua a cursurilor teoretice, organizate fizic la sediile fiecărui aeroclub. La finalul acestor cursuri teoretice se mai susține un examen. Cei mai buni, în limita locurilor alocate de la buget, sunt admiși să zboare gratuit timp. Cei care vor trece examenul pentru obținerea brevetului de pilot vor putea zbura gratuit și în continuare în cadrul lotului județean, urmând a participa la competiții sportiv-aeronautice. Pentru cursuri, aerocluburile teritoriale dispun de avioane ultraușoare ICP Savannah S și Aerostar Festival, planoare IS-28B2, parașute Parafoil, avioane Zlin 142 și Zlin 726.
Aeroclubul României mai are și secții de aeromodelism la aerocluburile Deva și Iași.